# Hans Jahn
Johannes (Hans) Jahn (Hartha, 29 augustus 1885 - Frankfurt am Main, 10 juli 1960
) was een Duits weerstander, syndicalist en politicus voor de Sozialdemokratische Partei Deutschlands (SPD).

## Levensloop
Jahn liep school aan de volksschool te Leipzig-Connewitz. Vervolgens ging hij in de leer als smid en werd aansluitend werkzaam in dit beroep. In 1909 werd hij aangesteld als vertegenwoordiger van de afdeling Bremen van het Deutscher Schmiedeverband. In 1914 ging hij vervolgens aan de slag bij de Duitse spoorwegen, waar hij later aangesteld werd als locomotiefbestuurder.
In 1920 werd hij secretaris van het Einheitsverband der Eisenbahner Deutschlands (EdED). Daarnaast behoorde hij tot de leiding van de Allgemeiner Deutscher Beamtenbund (ADB) en was hij lid van de Vorläufige Reichswirtschaftsrat (VRWiR). In 1933 verzette hij zich tegen de ontbinding van de vakbonden door de nazi's. Vervolgens zette hij een syndicale verzetsgroep op in het Rijn-Ruhrgebied in nauwe samenwerking met de International Transport Workers' Federation (ITF). Nadat de Gestapo het bestaan van deze weerstandsbeweging in 1935 ontdekte werd Jahn gearresteerd.
Na zijn vrijlating vluchtte hij via Praag naar Amsterdam. Een jaar later, in 1936, werd hij uitgewezen naar Antwerpen. Met ITF-steun stond hij in contact met voormalige syndicale leiders in Nazi-Duitsland en publiceerde hij een verzetskrant voor Duitse spoorwegarbeiders tussen 1936 en 1938. Van 1938 tot 1940 verbleef hij in  Luxemburg. Na de Duitse inval in Luxemburg op 10 mei 1940 kon hij via Frankrijk, Spanje en Portugal vluchten naar Londen. Aldaar zette hij een onafhankelijke vakbond op voor Duitse arbeiders. Na de Tweede Wereldoorlog, in 1945, keerde hij terug naar Duitsland. Alwaar hij zich vestigde te Leipzig en vervolgens in de Britse bezettingszone.
Vervolgens is hij medeoprichter van het Gewerkschaft der Eisenbahner Deutschlands (GdED), waarvan hij van 1949 tot 1959 voorzitter was. Tevens werd hij in 1949 verkozen in de Bundestag, in dewelke hij zetelde tot zijn dood. Hij was ook voorzitter van de ITF van 1955 tot 1958. Hij volgde in deze hoedanigheid de Brit Arthur Deakin op, zelf werd hij opgevolgd door de Brit Frank Cousins.
- Gemeinsame Normdatei: 138324557
- Système universitaire de documentation: 099436469
- Virtual International Authority File: 265863735
- WorldCat: E39PBJbWtyjhPqJJWHYXyJMF8C